# Parki krajobrazowe w Polsce

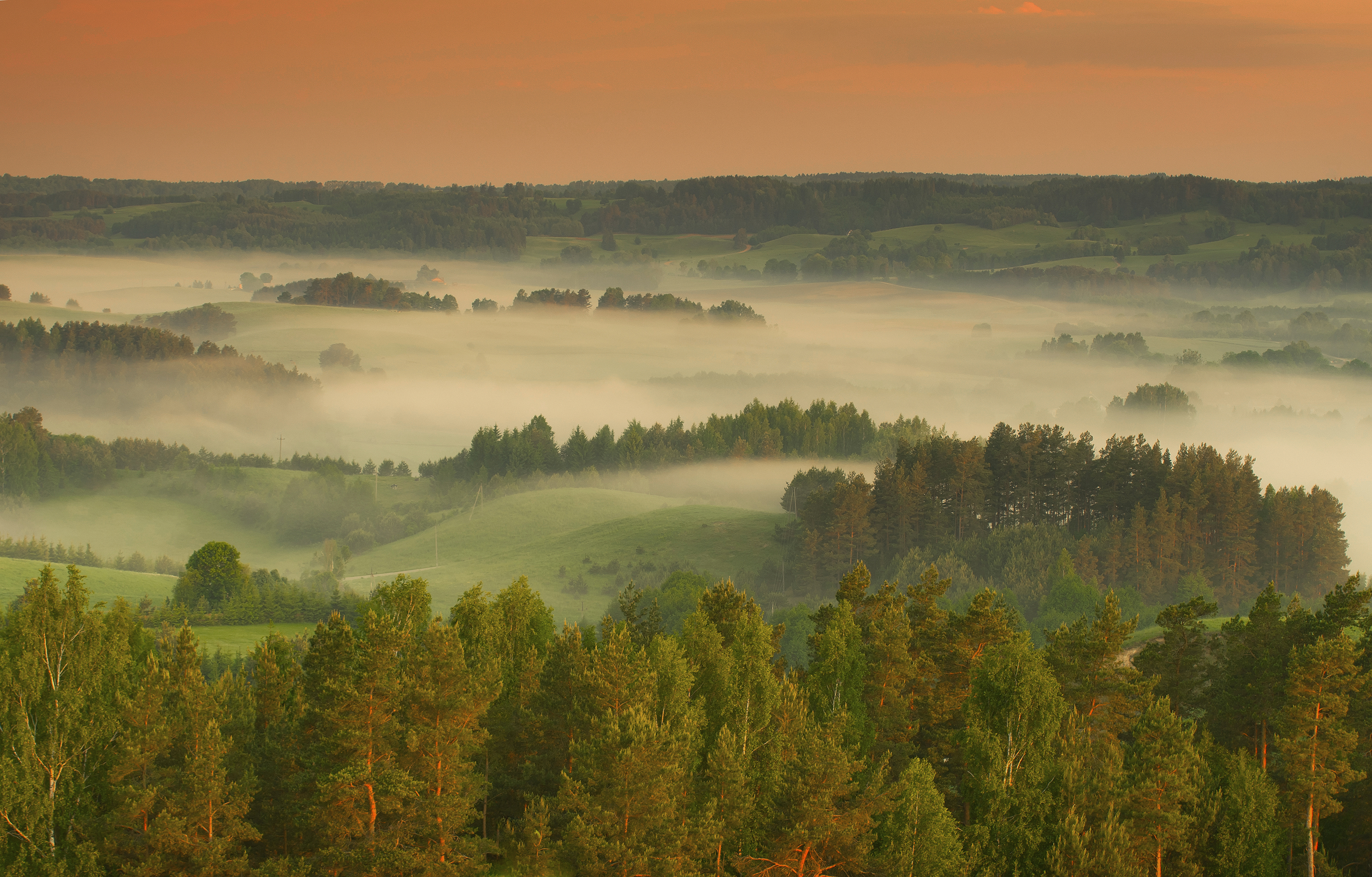
Suwalski Park Krajobrazowy – najstarszy park krajobrazowy w Polsce

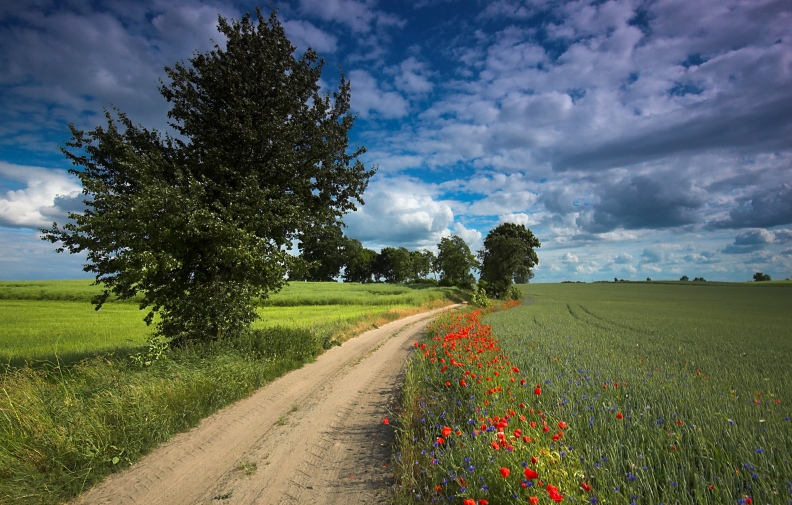
Krajobraz w Krajeńskim Parku Krajobrazowym

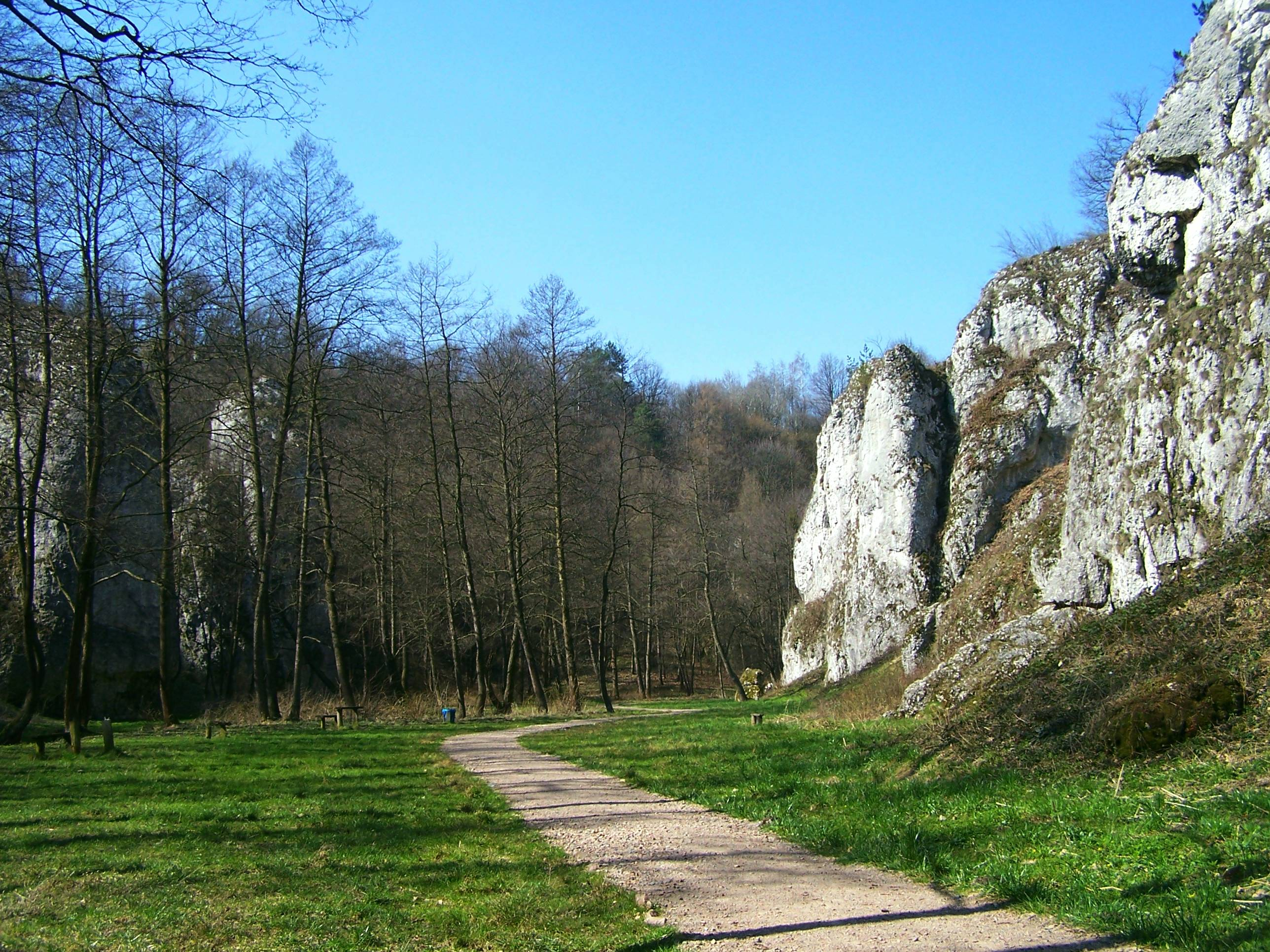
Dolina Mnikowska w Tenczyńskim Parku Krajobrazowym

Park krajobrazowy – jedna z form ochrony przyrody w Polsce, określonych w Ustawie o ochronie przyrody z 2004 roku. Parki krajobrazowe chronią obszary ze względu na ich wartości przyrodnicze, historyczne, kulturowe i walory krajobrazowe w celu ich zachowania i promowania w duchu zrównoważonego rozwoju.

## Historia
Idea ochrony krajobrazowej rozwinęła się po II wojnie światowej w Wielkiej Brytanii i w Niemczech, inspirując podobne rozwiązania w kolejnych państwach.
W Polsce pierwszy park krajobrazowy powołano w 1976 r. na Pojezierzu Suwalskim. Do 2001 r. powołano kolejne 120 parków. 122. parkiem został utworzony w 2009 r. w Wielkopolsce Nadgoplański Park Tysiąclecia, jednak powstał on w wyniku podziału starszego parku na część wielkopolską i kujawsko-pomorską. W 2018 powołano Park Krajobrazowy Góry Łosiowe. W 2019 część  Pszczewskiego Parku Krajobrazowego leżącego na terenie województwa wielkopolskiego przekształcono w dwa nowe parki krajobrazowe: Miedzichowski oraz Doliny Kamionki. Według stanu na 2023 r. w Polsce istniało 126 parków krajobrazowych o łącznej powierzchni 2 615 717 ha, co stanowi 8,3% powierzchni kraju.

## Charakterystyka
Parki krajobrazowe w Polsce nie osiągają dużych rozmiarów w porównaniu do europejskich odpowiedników. Największy Park Krajobrazowy Doliny Baryczy zajmuje 870,4 km², zaś najmniejszy Miedzichowski Park Krajobrazowy ma zaledwie 14,3 km².

## Uregulowania prawne
Na obszarze parków dopuszcza się działalność gospodarczą, jednak z ograniczeniami wynikającymi z celów ochronnych. Parki służą także rekreacji krajoznawczej, wypoczynkowi oraz edukacji ekologicznej.
Od 2009 r. parki tworzone są mocą uchwały sejmiku województwa, wcześniej przez rozporządzenie wojewody, po uzgodnieniu z miejscową radą gminy. Zmiana ustawy jest krytykowana przez stowarzyszenia ekologiczne i naukowców, ponieważ w jej efekcie działalność parków została znacząco ograniczona i nie mogą one wypełniać swoich zadań. Zmiany skrytykowała także Najwyższa Izba Kontroli w 2012 r.